# Blaberus matogrossensis
Blaberus matogrossensis är en kackerlacksart som beskrevs av Rocha e Silva och Aguiar 1977. Blaberus matogrossensis ingår i släktet Blaberus och familjen jättekackerlackor. Inga underarter finns listade.